# 272 до н. е.

## Події
- Єрванд III зазнав поразки у боротьбі за сатрапію Софена від Антіоха II-го.
- Битва за Спарту
- Битва за Аргос

## Померли
- Біндусара
- Пірр Епірський